# Confidence Man
Confidence Man — австралийская инди-электропоп-группа, образованная в 2016 году в Брисбене (штат Квинсленд), создающая танцевальную музыку, которая затрагивает электропоп, евродэнс и хаус. Группа состоит из четырех человек. На переднем плане — певица Janet Planet (Грейс Стивенсон) и певец/рэпер Sugar Bones (Эйдан Мур). Чуть дальше на заднем плане — Льюис Стивенсон и Сэм Хейлз, барабанщик и клавишник, которые обычно играют в масках. Они выпустили свой дебютный альбом Confident Music for Confident People в апреле 2018 года. Фронт-дуэт и участники группы принимали участие во многих фестивалях по всей Великобритании, Европе и Австралии, в частности, в фестивале Гластонбери.

## Биография
См. также «Confidence Man Background» в английском разделе.
Группа была образована в 2016 году. Участники познакомились на музыкальной сцене Брисбена и играли в других группах, включая: The Belligerents, Moses Gunn Collective и The Jungle Giants, а в Confidence Man использовали псевдонимы; McGuffie и Goodchild, по слухам, взяли свои сценические имена с надгробных камней. Они начали писать танцевальные песни вместе, сначала в качестве «своего рода шутки», но в итоге поняли, что материал стоит того, чтобы им заниматься.
Planet и Bones исполняют вокал и танцы, а Goodchild и McGuffie, выступающие в масках, играют на клавишных и ударных. Группа подписала контракт с британским лейблом Heavenly Records и выпустила свой дебютный британский сингл «Bubblegum» в марте 2017 года.

## Дискография
См. также «Confidence Man discography» в английском разделе.
- Confident Music for Confident People (2018)
- Tilt (2022)
- 3AM (La La La) (2024)

## Награды и номинации

### AIR Awards
Австралийская премия независимой звукозаписи (Australian Independent Record Awards, неофициально известная как AIR Awards) — это ежегодная церемония награждения, призванная признать, продвинуть и отметить успех австралийского сектора независимой музыки.
| Год  | Номинируемая работа                                 | Категория                                          | Результат | Ссылка        |
| ---- | --------------------------------------------------- | -------------------------------------------------- | --------- | ------------- |
| 2018 | «Bubblegum»                                         | Best Independent Dance/Electronic Club Song or EP  | Номинация | [ 5 ] [ 6 ]   |
| 2019 | themselves                                          | Best Breakthrough Act                              | Номинация | [ 6 ] [ 7 ]   |
| 2019 | Confident Music for Confident People                | Best Independent Dance/Electronica Album           | Победа    | [ 6 ] [ 7 ]   |
| 2020 | «Does It Make You Feel Good?»                       | Best Independent Dance or Electronica Single       | Номинация | [ 8 ] [ 9 ]   |
| 2022 | «Holiday»                                           | Best Independent Dance, Electronica or Club Single | Номинация | [ 10 ] [ 11 ] |
| 2023 | TILT                                                | Best Independent Dance or Electronica Album or EP  | Победа    | [ 12 ] [ 13 ] |
| 2023 | I OH YOU, Mushroom Marketing: Confidence Man — TILT | Independent Marketing Team of the Year             | Победа    | [ 12 ] [ 13 ] |
| 2023 | Mushroom Publicity: Confidence Man — TILT           | Independent Publicity Team of the Year             | Номинация | [ 12 ] [ 13 ] |
| 2024 | «On & On (Again)»                                   | Best Independent Dance, Electronica or Club Single | Номинация | [ 14 ]        |

### ARIA Music Awards
| Год  | Номинируемая работа                                  | Категория                     | Результат | Ссылка |
| ---- | ---------------------------------------------------- | ----------------------------- | --------- | ------ |
| 2022 | Tilt                                                 | Best Dance/Electronic Release | Номинация | [ 15 ] |
| 2024 | «I Can’t Lose You»                                   | Best Dance/Electronic Release | Номинация | [ 16 ] |
| 2024 | «I Can’t Lose You» by Confidence Man, Zac Dov Wiesel | Best Video                    | Номинация | [ 16 ] |
| 2024 | Confidence Man — Laneway Festival                    | Best Australian Live Act      | Номинация | [ 16 ] |

### J Awards
| Год  | Номинируемая работа                                       | Категория                       | Результат | Ссылка |
| ---- | --------------------------------------------------------- | ------------------------------- | --------- | ------ |
| 2017 | Confidence Man                                            | Unearthed Artist of the Year    | Номинация | [ 17 ] |
| 2022 | «Holiday» by Confidence Man (directed by W.A.M. Bleakley) | Australian Video of the Year    | Номинация | [ 18 ] |
| 2024 | Confidence Man                                            | Australian Live Act of the Year | Номинация | [ 19 ] |

### MTV Europe Music Awards
| Год  | Номинируемая работа | Категория           | Результат | Ссылка |
| ---- | ------------------- | ------------------- | --------- | ------ |
| 2024 | Confidence Man      | Best Australian Act | Номинация | [ 20 ] |

### Music Victoria Awards
| Год  | Номинируемая работа | Категория     | Результат | Ссылка        |
| ---- | ------------------- | ------------- | --------- | ------------- |
| 2022 | Confidence Man      | Best Pop Work | Номинация | [ 21 ] [ 22 ] |

### National Live Music Awards
| Год  | Номинируемая работа | Категория                                   | Результат |
| ---- | ------------------- | ------------------------------------------- | --------- |
| 2017 | Confidence Man      | Best New Act of the Year                    | Номинация |
| 2017 | Confidence Man      | Live Pop Act of the Year                    | Номинация |
| 2017 | Confidence Man      | Best Live Act of the Year — People’s Choice | Номинация |
| 2018 | Confidence Man      | Live Pop Act of the Year                    | Победа    |

### Queensland Music Awards
С 2006 года премия Queensland Music Awards (ранее известная как Q Song Awards) ежегодно вручается самым ярким начинающим артистам и признанным легендам штата Квинсленд (Австралия)
| Год  | Номинируемая работа  | Категория                   | Результат (только победы) |
| ---- | -------------------- | --------------------------- | ------------------------- |
| 2017 | «Boyfriend (Repeat)» | Electronic Song of the Year | Победа                    |
| 2019 | Confidence Man       | Export Achievement Award    | Победа                    |